# 수바우키 간격

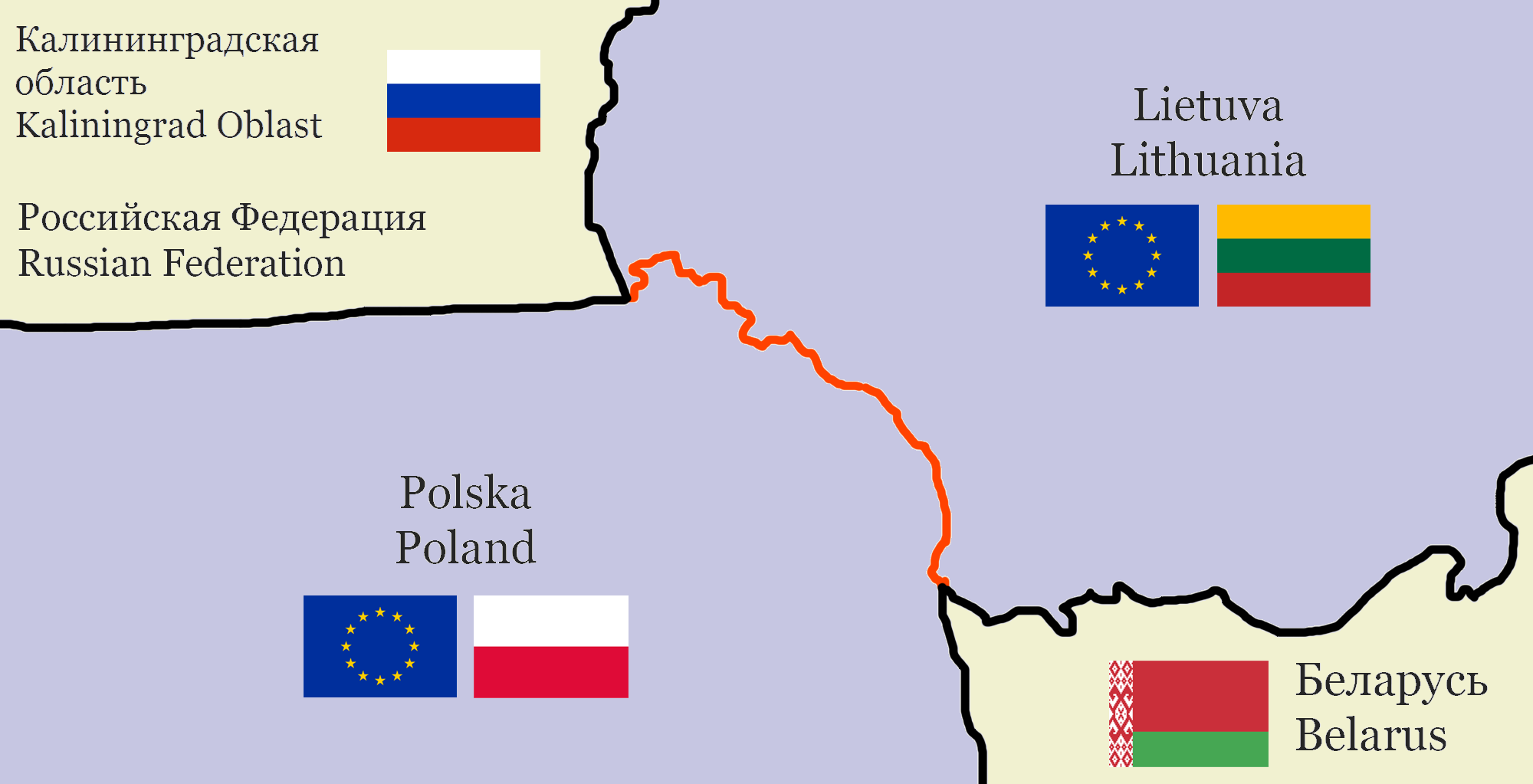

수바우키 간격(Suwałki gap)은 폴란드와 리투아니아 사이의 국경지대다. 양국 간 국경은 1990년 3월 11일 리투아니아가 독립하면서 확정되었다. 폴란드의 도시인 수바우키에서 이름을 땄으며, 국경의 총 길이는 104 킬로미터다. 서북-동남 축으로 뻗어 있으며, 서북쪽 끝은 폴란드-리투아니아-러시아(칼리닌그라드)의 삼중교점, 동남쪽 끝은 폴란드-리투아니아-벨라루스의 삼중교점이다.
EU 및 NATO 가맹국인 발트 3국이 러시아가 주도하는 독립국가연합의 영토를 통하지 않고 동맹국들과 육로로 통하는 길은 여기가 유일하다.

## 같이 보기
- 돌출부
- 풀다 간격